# Sundsvall

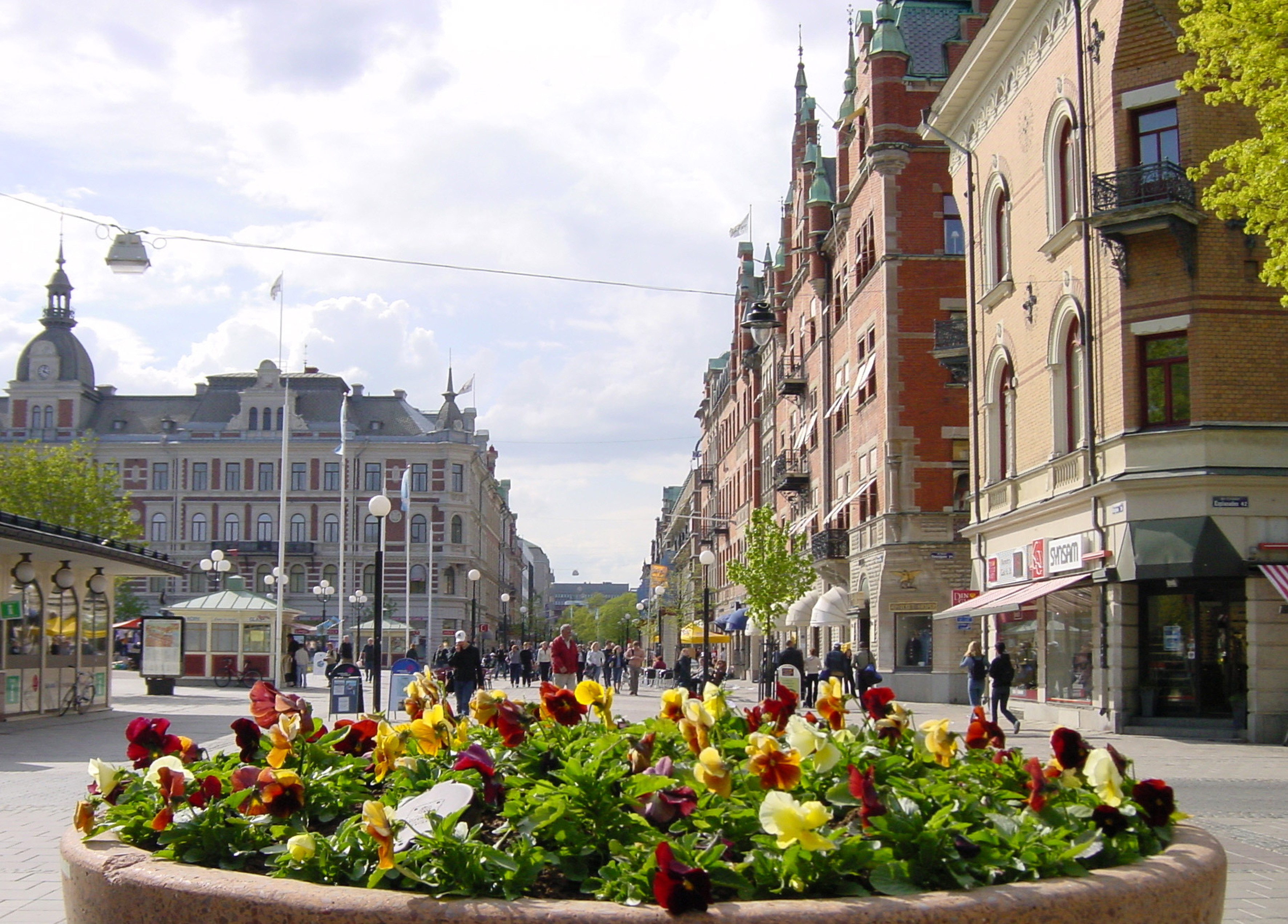
Stenstaden rund um den Stora Torget

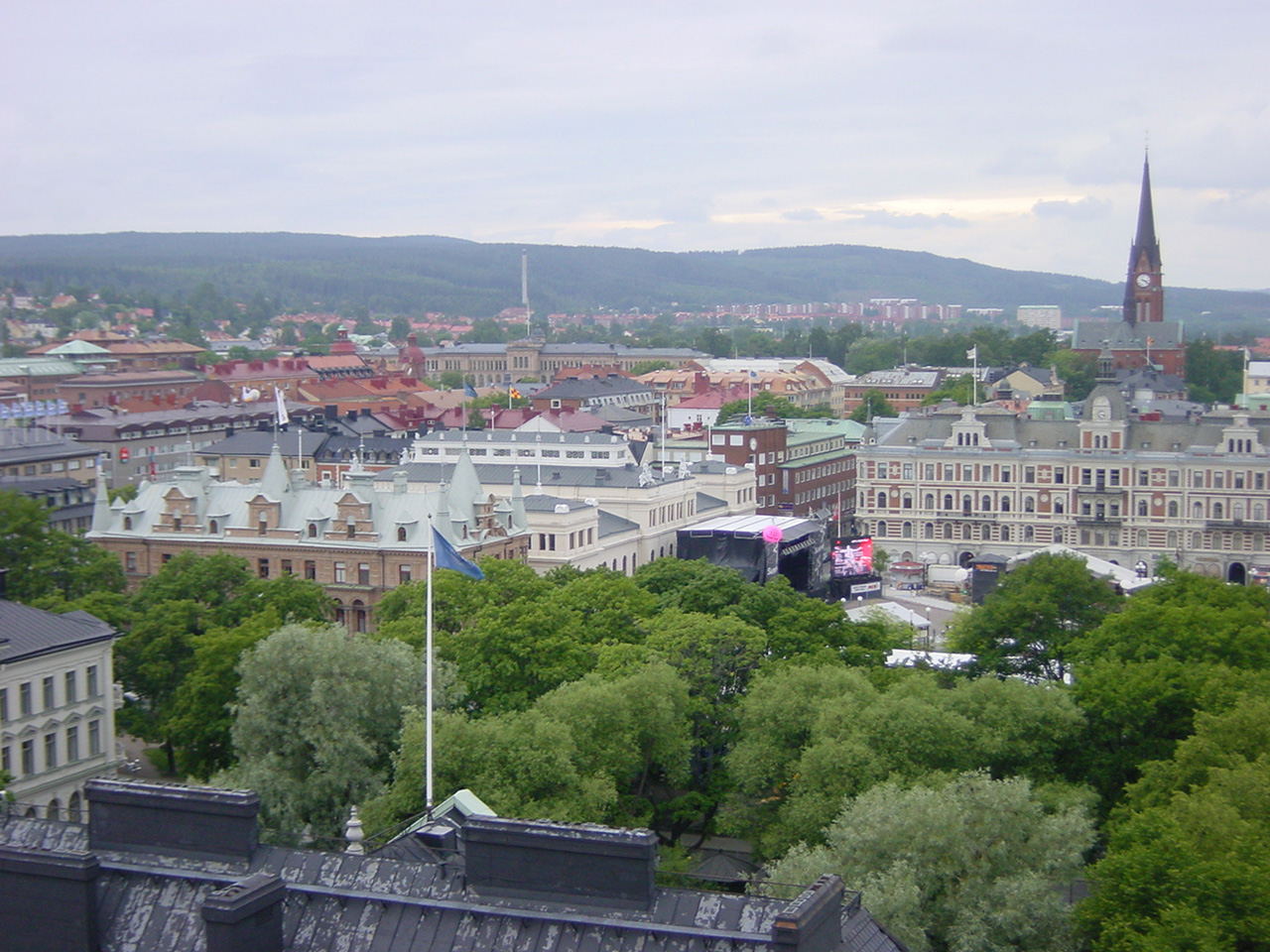
Sundsvall von oben

Sundsvall (deutsch veraltet Sundswald) ist eine Stadt in der schwedischen Provinz Västernorrlands län und der historischen Provinz Medelpad. Sie ist Hauptort der gleichnamigen Gemeinde.

## Geographie
Sundsvall ist eine Hafenstadt am Bottnischen Meerbusen, ca. 340 km nördlich von Stockholm. Sie liegt nahe dem geografischen Mittelpunkt von Schweden. Im Süden und Norden erheben sich die beiden Stadtberge Södra Berget (240 m) und Norra Berget (141 m). Der Stadt vorgelagert liegt die 75 km² große Insel Alnö. Zum Tätort Sundsvall zählen seit 2015 auch die nördlich des Zentrums gelegenen zuvor eigenständigen Orte Johannedal, Sundsbruk und Tunadal.
|                       | Jan   | Feb   | Mär  | Apr  | Mai  | Jun  | Jul  | Aug  | Sep  | Okt  | Nov  | Dez  |   |       |
| Mittl. Tagesmax. (°C) | −2,1  | −1,2  | 3,1  | 8,1  | 13,8 | 18,5 | 21,3 | 19,9 | 15,0 | 8,1  | 2,2  | −0,9 | ⌀ | 8,9   |
| Mittl. Tagesmin. (°C) | −10,0 | −10,3 | −6,2 | −1,8 | 3,0  | 8,0  | 11,4 | 10,4 | 6,0  | 0,7  | −3,6 | −7,8 | ⌀ | 0     |
|                       |       |       |      |      |      |      |      |      |      |      |      |      |   |       |
| Niederschlag (mm)     | 44,0  | 27,8  | 28,1 | 31,2 | 37,5 | 47,9 | 63,5 | 70,6 | 53,0 | 61,3 | 53,5 | 50,5 | Σ | 568,9 |
|                       |       |       |      |      |      |      |      |      |      |      |      |      |   |       |
| Regentage (d)         | 14,5  | 12,4  | 11,4 | 9,7  | 12,0 | 12,8 | 13,8 | 13,6 | 12,6 | 13,8 | 15,1 | 14,5 | Σ | 156,2 |

| −10,0 |

| −10,3 |

| −6,2 |

| −1,8 |

| 3,0 |

| 8,0 |

| 11,4 |

| 10,4 |

| 6,0 |

| 0,7 |

| −3,6 |

| −7,8 |

| −10,0 |

| −10,3 |

| −6,2 |

| −1,8 |

| 3,0 |

| 8,0 |

| 11,4 |

| 10,4 |

| 6,0 |

| 0,7 |

| −3,6 |

| −7,8 |

## Geschichte

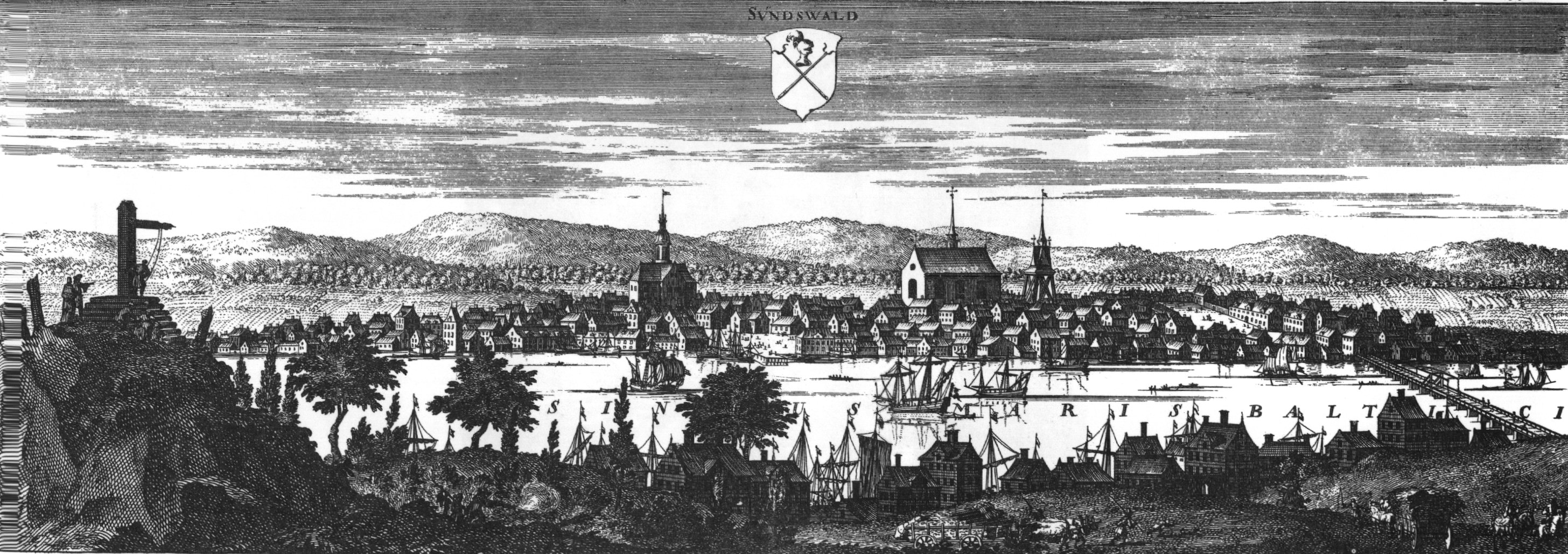
Sundsvall um 1700

1621 übertrug Gustav II. Adolf von Schweden Sundsvall das Stadtrecht. Er ist heute vor allem als Statue auf dem Stora Torget (Marktplatz) in der Stadt präsent. Kurz nach der Erhebung zur Stadt erhielten die städtischen Fischer von der Krone einige der besten Fangplätze in Medelpad, die bis dahin den Gävlefischern gehört hatten.
Im 19. Jahrhundert verzeichnete Sundsvall ein starkes Bevölkerungswachstum und brachte es im Jahre 1887 auf 10.726 Einwohner. Zu dieser Zeit hatte die Stadt die höchste Sägewerksdichte der Welt. Der schwedische Dichter Elias Sehlstedt sagte 1852: „Såg vid såg jag såg varhelst jag såg!“ („Säge an Säge sah ich, wohin ich auch sah!“).
Im Mai 1879 brach hier der sogenannte Sundsvallstreik aus, bei dem sich die Arbeiter in den Sägewerken gegen drohende Lohnsenkungen von 25 % zu wehren versuchten – erfolglos. Dieser bis dahin größte Arbeitskampf in Schweden wurde letztendlich in den ersten Junitagen vom Militär niedergeschlagen.
Sundsvall wurde insgesamt viermal von großen Bränden heimgesucht, das erste Mal im Jahre 1721 nach einem Beschuss durch russische Truppen beim Überfall auf Sundsvall und zuletzt am 25. Juni 1888. Ein Funke von einem Dampfschiff war in einem sehr trockenen Sommer Auslöser dieses Stadtbrands, der sich zum bis dahin größten in der schwedischen Geschichte entwickeln sollte. Dabei brannte die bis dato vor allem aus Holzhäusern erbaute Stadt durch die Feuersbrunst fast gänzlich nieder. 400 Höfe wurden vernichtet und 9.000 der 11.000 Einwohner obdachlos. Im Zentrum durften daraufhin nur noch Steinhäuser gebaut werden. Daher stammt auch der häufig benutzte Kosename Stenstaden (die „Steinstadt“).
Im Jahr 2010 wurde in der Stadtbücherei ein Exemplar des Sachsenspiegels aus dem Jahr 1481 gefunden. Eine Bibliothekarin entdeckte das in mittelniederdeutscher Sprache verfasste Buch beim Ausräumen in einem Kellermagazin.

## Sehenswürdigkeiten und Kultur

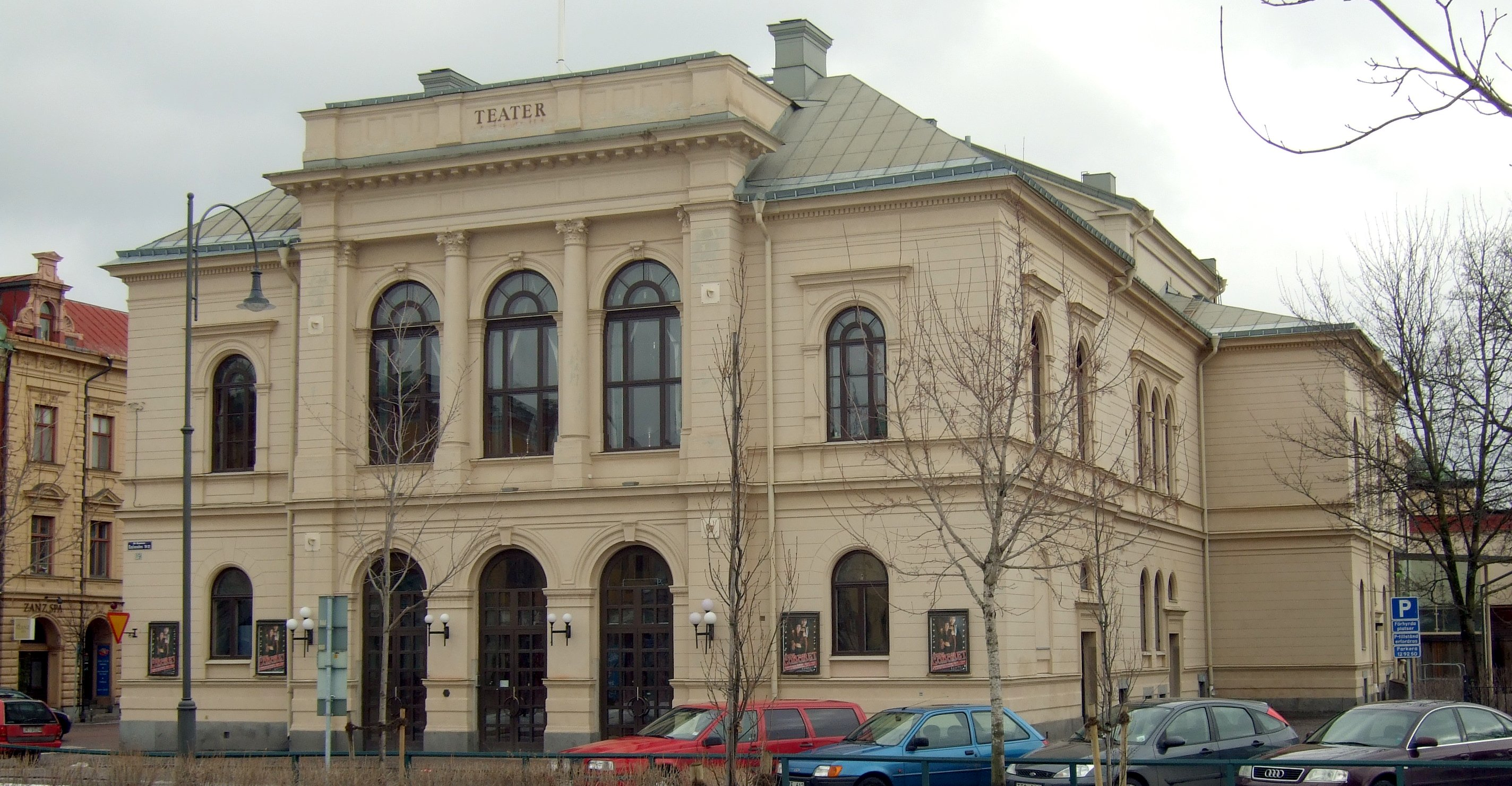
Sundsvall Theater

- Zentrale Sehenswürdigkeit ist Stenstaden, die „Steinstadt“, rund um den Marktplatz Stora Torget.
- Ein schöner Blick von oben auf Sundsvall herab bietet sich vom Norra Berget (155 m), wo sich auch das Freiluftmuseum und das Handwerks- und Seefahrtsmuseum (stellt auch den einzigen ausgestopften Skvader, das inoffizielle Landschaftstier von Medelpad aus) befindet.
- Die Gräberfeld von Högom, ca. 2 km vom Stadtzentrum entfernt, ist das größte Gräberfeld Nordschwedens (400–550 n. Chr.). Es umfasst elf Grabhügel und einen Runenstein.
- Im Kulturmagasinet (angesiedelt in umgebauten alten Lagerhäusern im Hafen) befindet sich neben der Stadtbibliothek auch das Stadtmuseum. Dauerausstellungen gibt es unter anderem zum Häuptling von Högom und zur Stadtgeschichte.
- Das 1990 gebildete Nordische Kammerorchester ist das jüngste professionelle Kammerorchester in Skandinavien.
- Das 1973 gegründete Sundsvalls Musikforum ist mit seinem Rockclub Pipeline die älteste Musikvereinigung in Sundsvall.
- Das nahe Selånger war im Mittelalter der Hafen und das Zentrum von Medelpad.
- Im Sommer werden in der Stadtmitte ca. 30 Drachenskulpturen im Rahmen der Drakparaden (Drachenparade) aufgestellt. Die Drachen sind jeweils von einer Firma gekauft worden und werden von verschiedenen Künstlern bemalt.
- Sundsvall hat das größte Ukulelenorchester Schwedens: Tobbes Ukuleleorkester zählt über 80 Mitglieder.

## Wirtschaft
Im 20. Jahrhundert war Sundsvall das Zentrum der schwedischen Holzindustrie.
Heute wird Sundsvall wirtschaftlich von der IT- und Telekommunikationsbranche, dem Banken- und Versicherungswesen sowie der Zellulose- und Aluminiumindustrie (Kubal) dominiert. Zwei große, auch außerhalb Schwedens bekannte und in Sundsvall tätige Unternehmen sind Svenska Cellulosa Aktiebolaget (SCA) und Akzo Nobel.
Weiterhin hat Bucher Emhart Glass hier eine Produktionsstätte.

## Verkehr
In Sundsvall kreuzen sich die Europastraße 4 in Nord-Süd-Richtung und die Europastraße 14, die in Richtung Westen nach Trondheim in Norwegen führt. Die Stadt ist an das schwedische Bahn- und Fernbusnetz angeschlossen und wird von X2000-Hochgeschwindigkeitszügen angefahren. Per Flugzeug sind vom Flughafen Sundsvall-Timrå Stockholm, Göteborg und Luleå direkt erreichbar.

## Bildung und Forschung

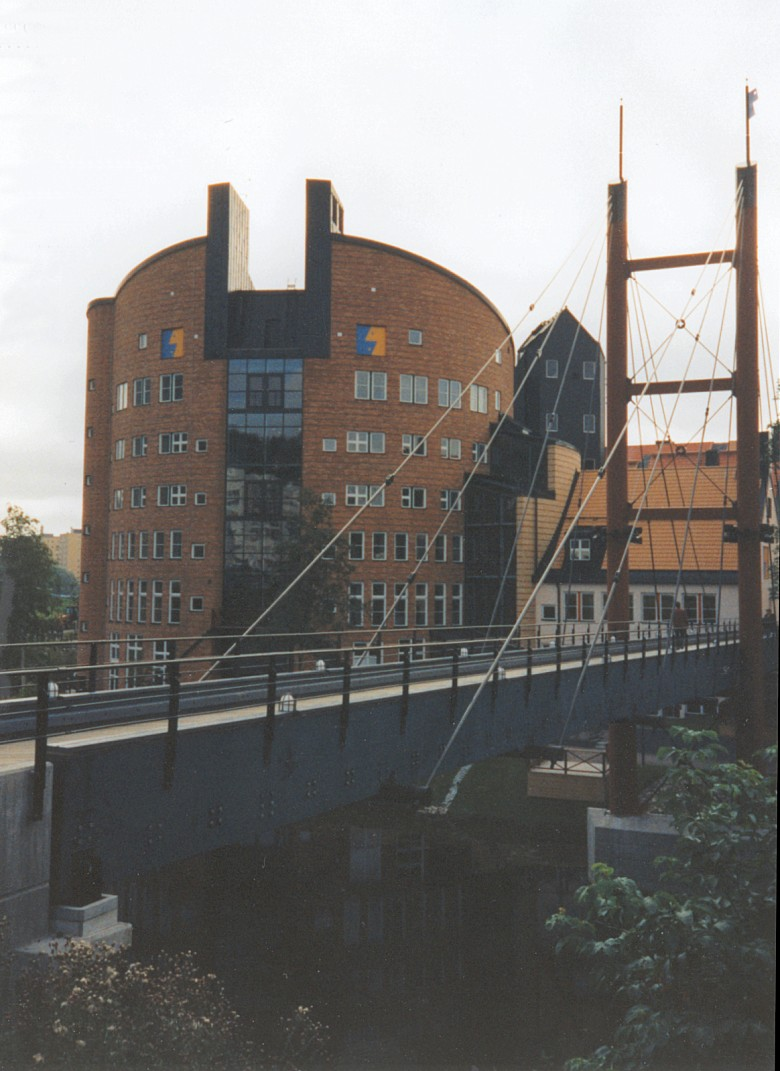
Der Campus Åkroken der Mittuniversitetet

In Sundsvall befindet sich ein Campus der Mittuniversitetet. Die 1993 als Mitthögskolan gegründete Hochschule erhielt am 1. Januar 2005 den Status einer Universität. Der Campus in Sundsvall ist einer von zwei neben dem in Östersund. An der Universität studieren ca. 8.100 Studenten und 180 Doktoranden in 47 Studienfächern (Stand 2023).
Ein Forschungsschwerpunkt der Region ist die Zellulosefasertechnologie.
Das Kulturamt der Stadt schreibt seit 1991 alle zwei Jahre ein mit 50.000 SEK (entspricht rund 5000 Euro) dotiertes Literaturstipendium aus, das nach dem in Sundsvall aufgewachsenen Schriftsteller Lars Ahlin benannt wurde.

## Sport
In Sundsvall sind drei bekannte Sportvereine beheimatet, von denen der Basketballverein Sundsvall Dragons in der höchsten schwedischen Liga, der Basketligan spielt und im Jahr 2009 den nationalen Meistertitel erringen konnte. Der Fußballverein GIF Sundsvall spielt seit 2015 wieder in der ersten schwedischen Liga, der Fotbollsallsvenskan, nachdem er Ende 2008 den Gang in die zweitklassige Superettan antreten musste. Der Eishockeyclub IF Sundsvall Hockey spielt in der zweiten schwedischen Liga, der HockeyAllsvenskan.

## Partnerstädte
- Pori (Finnland), seit 1974
- Porsgrunn (Norwegen), seit 1974
- Sønderborg (Dänemark), seit 1974
- Wolchow (Russland), seit 1988
- Konin (Polen), seit 1990

## Söhne und Töchter der Stadt
- Curt Benckert (1887–1950), Tennisspieler
- Per Collinder (1890–1975), Astronom
- Björn Collinder (1894–1983), Sprachwissenschaftler
- John Nyman (1908–1977), Ringer
- Lars Ahlin (1915–1997), Schriftsteller
- Stan Hasselgård (1922–1948), Jazz-Klarinettist
- Paul Åström (1929–2008), Archäologe
- Erik Styf (1932–2001), Skispringer
- Kjell Lönnå (* 1936), Musiker
- Björn Alke (1938–2000), Jazzmusiker
- Lars-Göran Ulander (* 1943), Jazzmusiker, Hörfunkjournalist und Musikproduzent
- Pija Lindenbaum (* 1955), Schriftstellerin und Illustratorin
- Christian Beijer (* 1962), Künstler
- Martin Fröst (* 1970), Klarinettist
- Helen Sjöholm (* 1970), Sängerin und Schauspielerin
- Max Magnus Norman (* 1973), Künstler
- Fredrik Modin (* 1974), Eishockeyspieler
- Fredrik Ericsson (1975–2010), Alpinist und Extremskifahrer
- Christina Bertrup (* 1976), Curlerin
- Mattias Nylund (* 1980), Fußballspieler
- Anna Holmlund (* 1987), Freestyle-Skierin
- Veronica Smedh (* 1988), Skirennläuferin
- Sebastian Erixon (* 1989), Eishockeyspieler
- Linus Hallenius (* 1989), Fußballspieler
- Viktor Lövgren (* 1990), Fußballspieler
- Emil Forsberg (* 1991), Fußballspieler
- Hanna Glas (* 1993), Fußballerin
- Yohio (* 1995), Musiker
- Christian Rubio Sivodedov (* 1997), Fußballspieler
- Elias Pettersson (* 1998), Eishockeyspieler
- Emma Aicher (* 2003), deutsch-schwedische Skirennläuferin
- Jakob Söderqvist (* 2003), Radrennfahrer